# Catocala virgilia
Catocala virgilia là một loài bướm đêm trong họ Erebidae.